# Gabriel Rasch
Ole Gabriel Rasch, född 8 april 1976 i Hole, är en norsk professionell tävlingscyklist. Han tävlar sedan säsongen 2012 för FDJ-BigMat.

## Karriär
Gabriel Rasch tävlade mellan 2002 och 2007 för flera norska stall, men också för det danska stallet Team Fakta under säsongen 2003. Han blev professionell 2008 med det franska UCI ProTour-stallet Crédit Agricole, där han bland annat blev stallkamrat med landsmannen Thor Hushovd, men när de lade ned sin verksamhet efter säsongen blev norrmannen kontrakterad av det schweiziska stallet Cervélo TestTeam. Även Thor Hushovd fortsatte till Cervélo TestTeam.
Rasch vann nationsmästerskapens lagtempolopp, tillsammans med Ole P. Hungerholt och Mads Kaggestad, för juniorer 1994 och under säsongen 2001 vann han lagtempoloppet för elitcyklister, tillsammans med Mads Kaggestad och Gisle Vikøyr. Under säsongen 2001 slutade han också tvåa på nationsmästerskapens linjelopp bakom Erlend Engelsvoll.
Gabriel Rasch vann nationsmästerskapens linjelopp 2003 framför Morten Hegreberg och Roar Froseth.
Under säsongen 2002 slutade han tvåa på Ringerike GP bakom Mads Kaggestad, men före den svenska cyklisten Gustav Larsson. Gabriel Rasch tog hem slutsegern i Ringerike GP under säsongen 2006 framför Maint Berkenbosch och Fredrik Ericsson.
Rasch slutade på nionde plats på Tour of Qatar 2009 bakom Tom Boonen, Heinrich Haussler, Roger Hammond, Daniel Lloyd, Andreas Klier, Xavier Florencio och Angelo Furlan. Han slutade på tredje plats på etapp 3 av den norska tävlingen Eidsvollrittet. Han slutade tvåa på etapp 1 av Norsk Sykle Festival och på etapp 2 av Tønsberg 4-dagers. På Sandefjord Grand Prix slutade Rasch på tredje plats bakom Edvald Boasson Hagen och Alexander Kristoff.

## Meriter
1994
1:a,  Nationsmästerskapens lagtempolopp (med Ole P. Hungerholt och Mads Kaggestad)
1998
2:a, etapp 7, Normandiet runt
2000
3:a, Tour du Loir-Et-Cher "E. Provost"
3:a, etapp 4, Tour du Loir-Et-Cher "E. Provost"
2001
1:a,  Nationsmästerskapens lagtempolopp (med Mads Kaggestad och Gisle Vikøyr)
2:a, Nationsmästerskapens linjelopp
2002
2:a, Ringerike GP
2003
1:a,  Nationsmästerskapens linjelopp
2004
3:a, Ringerike GP
3:a, etapp 4, Ringerike GP
2005
1:a, etapp 3, Eidsvollrittet
2:a, etapp 1, Slovakien runt
2:a, Union Race Open
2006
1:a, GP Möbel Alvisse
1:a, Ringerike GP
2:a, Cinturón Ciclista Internacional a Mallorca
2:a, etapp 5, Cinturón Ciclista Internacional a Mallorca
2:a, Druivenkoers Overijse
3:a, Tweedaagse van de Gaverstreek
3:a, etapp 1, Tweedaagse van de Gaverstreek
3:a, etapp 3, Roserittet DNV GP
3:a, Tour de la Somme
2007
1:a, etapp 3, Rhône-Alpes Isère Tour
1:a, Gjøvik GP - slutställning
2:a, Gjøvik GP - linjelopp
3:a, etapp 4, Circuit des Ardennes
3:a, Ringerike GP
3:a, etapp 3, Ringerike GP
3:a, Gjøvik GP - tempolopp
2008
3:a, Sandefjord Grand Prix
2009
2:a, etapp 1, Norsk Sykle Festival
2:a, etapp 2, Tønsberg 4-dagers
3:a, etapp 3, Eidsvollrittet
3:a, Sandefjord Grand Prix

## Stall
- Team Krone 2002
- Team Ringerike 2003
- Team Fakta 2003
- Team Sparebanken Vest 2005
- Team Maxbo-Bianchi 2006–2007
- Crédit Agricole 2008
- Cervélo TestTeam 2009–2010
- Team Garmin-Cervélo 2011
- FDJ-BigMat 2012